# Angela Haucková
Angela Haucková (* 2. srpna 1965 Berlín), rodným příjmením Stahnkeová, je bývalá německá a východoněmecká rychlobruslařka.
Na mezinárodní scéně debutovala pátým místem na Mistrovství světa juniorů 1981. Následující tři ročníky šampionátu již vyhrála. V roce 1985 poprvé startovala na seniorském Mistrovství světa ve sprintu, kde získala stříbrnou medaili. Od roku 1986 závodila ve Světovém poháru (SP), kde se specializovala na sprinterské tratě. Zúčastnila se Zimních olympijských her 1988, kde se v závodě na 500 metrů umístila na čtvrtém místě a na dvojnásobné distanci byla šestá. V sezóně 1988/1989 zvítězila v celkovém pořadí Světového poháru na tratích 1000 m, v následující sezóně tento úspěch zopakovala, navíc vyhrála i celkové pořadí SP v závodech na 500 m a získala zlatou medaili na Mistrovství světa ve sprintu. Startovala také na ZOH 1992 a 1994, nejlepším výsledkem bylo osmá příčka na distanci 500 m v roce 1992. Na světovém sprinterském šampionátu 1994 vybojovala stříbro, po sezóně 1993/1994 ukončila sportovní kariéru.
Je vdaná za bývalého házenkáře Stephana Haucka.